# Eupithecia defasciata
Eupithecia defasciata là một loài bướm đêm trong họ Geometridae.